# Drasteriodes limata
Drasteriodes limata là một loài bướm đêm trong họ Noctuidae.